# Fortune - Helena Scott Dolph
Fortune es un personaje ficticio perteneciente a la saga de videojuegos Metal Gear Solid.

## Historia del personaje
Helena Scott Dolph Jackson era la hija del comandante Scott Dolph del Cuerpo de Marines de los Estados Unidos, y esposa del capitán Jackson. Tras la muerte de su padre en el incidente del buque U.S. Discovery en 2007, Helena perdió poco después a su marido, quedándose completamente sola. Cayó en una fuerte depresión, pues a pesar de sus intentos en el campo de batalla por que le dieran muerte, parecía que ningún enemigo era capaz de acabar con su vida. Se unió a Dead Cell con la esperanza de encontrarse con Solid Snake, el hombre al que los medios de comunicación culparon del incidente en el que murió su padre.
Debido a su extraña habilidad, que ella consideraba una maldición, recibió el nombre en clave de Fortune. Poco a poco empezó a entablar una estrecha relación con Vamp, uno de sus compañeros en Dead Cell. Tras la exterminación de Dead Cell, únicamente quedaron ella, Vamp, Fatman y Solidus Snake. Al tomar el Big Shell, Fortune esperó que tanto el equipo 10 S.E.A.L. como Raiden le dieran muerte, pero únicamente vio como todos a su alrededor morían.
Finalmente descubrió que sus poderes eran debidos a un extraño dispositivo de nueva generación que le fue implantado por orden de la conspiración conocida como los Patriotas. Revólver Ocelot lo desconectó y le acertó en el costado izquierdo del  pecho de un disparo, sin embargo, al tener el corazón en la parte derecha, no muere. Cuando Liquid Snake tomó el control de Ocelot, lanzando todo el armamento del Metal Gear RAY, Fortune demostró que sus poderes eran auténticos, que era capaz de desviar las balas sin el dispositivo de los Patriotas. Poco después muere por las heridas y el agotamiento.
- Datos: Q3078543